# Семен Іванович Більський
Семен Іванович Більський (бл. 1444 — між 1507 і 1522) — литовсько руський князь з роду Більських, князь більський (1481 — до 1522), син Івана Володимировича Більського та Василіси Андріївни Гольшанської, внук київського князя Володимира Ольгердовича, правнук великого князя литовського Ольгерда Гедиміновича.

## Біографія
Успадкував Більське князівство після участі його брата Федора у змові руських князів 1481 року. Входив в склад ради Великого князівства Литовського під час правління великих князів Казимира та Олександра Ягелончиків. Володів містами Біла, Смоляни, Рослав та інші. У 1495 р. виграв процес з Олександром Ходкевичем за спадщину по сестрі і об'єднав всі землі Бельського князівства.
Незадоволений своїм становищем у Великому князівстві Литовському, у 1499 році перейшов разом із своїм уділом під владу московського князя Василія ІІІ. Це стало однією з причин чергової Литовсько-Московської війни 1500—1503 років, у якій князь брав участь на стороні Московії.
Був одружений з Іриною, донькою князя Івана Юрійовича Патрикеєва, дітей у шлюбі не було.